# Crossharbour (Docklands Light Railway)
Crossharbour è una stazione della metropolitana leggera Docklands Light Railway (DLR) diramazione Bank-Lewisham a Cubitt Town, nell'East London. La stazione è situata sull'Isle of Dogs tra quelle di Mudchute e South Quay nella Travelcard Zone 2.
La stazione venne aperta, con il nome di "Crossharbour", il 31 agosto 1987, e nel 1994 rinominata "Crossharbour and London Arena". Poiché la London Arena fu demolita (nel 2006) venne restaurato il vecchio nome. Il nome "Crossharbour" si riferisce al vicino Glengall Bridge che attraversa il Millwall Inner Dock.